# 葉卡捷琳娜·古巴列娃
葉卡捷琳娜·尤里耶芙娜·古巴列娃（俄语：Екатерина Юрьевна Губарева；1983年7月5日—），婚前姓克拉斯科（Краско），烏克蘭及頓涅茨克人民共和國的公眾和政治人物。其曾任頓涅茨克人民共和國首任外交部部長、副外交部部長；頓涅茨克人民共和國人民議會副主席；及在俄罗斯扶植的赫尔松州政府擔任副州長。其丈夫是烏克蘭親俄政治人物、俄羅斯新納粹組織俄羅斯民族團結前成員帕維爾·古巴列夫。

## 經歷
克拉斯科於1983年7月5日出生在赫爾松州卡霍夫卡。2000年畢業於卡霍夫卡第五中學。2005年畢業於頓涅茨克國立工業大學信息與計算機工程系。在學習期間，她結識未來的丈夫帕維爾·古巴列夫。並在2007年6月30日與古巴列夫結婚，育有兩子斯維亞托斯拉夫·古巴列夫（Святослав Губарев，2008年生）、拉多米爾·古巴列夫（Радомир Губарев，2010年生）和一女米蘭娜·古巴列娃（Милана Губарева，2013年生）。2013年她進入頓涅茨克藝術學院就讀，由於2014年爆發頓巴斯戰爭，故此其沒有畢業。
2012年5月9日，古巴列娃和她的同事在頓涅茨克市文化和娛樂公園組織了一次行動，向頓涅茨克的居民和訪客分發聖喬治絲帶。
2012年，在頓涅茨克極限運動員的倡議下組織了小組，以創建一個由古巴列娃領導的極限運動專業網站。2013年5月1日，古巴列娃於謝爾巴科夫中央文化娛樂公園在頓涅茨克市長亞歷山大·盧基揚琴科（Олександр Лук'янченко）的參與下舉行了該網站的開幕禮。古巴列娃還是「健康生活方式節」的發起者和啟發者，節日於2013年5月25日，同樣在謝爾巴科夫中央文化娛樂公園舉行，並得到了市長亞歷山大·盧基揚琴科的支持。
古巴列娃從事繪畫，其在頓涅茨克美術館組織展覽，並在廣告服務領域以個人身份開展活動。

## 政治活動
作為頓涅茨克反尊嚴革命的積極參與者，古巴列娃參與了親俄組織「頓巴斯人民民兵」（Народное Ополчение Донбасса）的創建。古巴列娃在俄羅斯逗留期間，她曾與俄羅斯武裝分子領導人伊戈爾·斯特列爾科夫會晤了三次。在2014年烏克蘭親俄動亂中，她的丈夫古巴列夫於2014年3月1日在頓涅茨克的一次集會上被宣佈為人民州長。2014年3月6日，古巴列夫被烏克蘭安全局逮捕並帶到基輔。之後，古巴列娃帶著她的孩子們逃亡到俄羅斯南部城市頓河畔羅斯托夫，宣佈只有她有權代表頓巴斯人民民兵領袖和頓巴斯人民州長發言。
2014年4月，頓涅茨克州宣布成立頓涅茨克人民共和國。2014年4月10日，頓涅茨克人民共和國臨時政府的決定成立外交部。2014年5月10日，古巴列娃當選外交部首長，職銜稱「頓涅茨克人民共和國外交政策關係委員會主席」，後改稱外交部部長。頓巴斯戰爭期間，古巴列娃在頓涅茨克經營跨境走私網絡，為頓涅茨克人民軍和平民輸送物資，並宣稱這是來自私人的人道主義援助，同時否認武器供應。在《俄羅斯新聞社》的採訪中，古巴列娃表示：「我們不想生活在一個有納粹的國家。「右區」在這裏沒有立足之地，我們將盡最大努力讓他們遠離烏克蘭。」
2014年4月30日，古巴列娃會見了克里米亞共和國首腦謝爾蓋·阿克肖諾夫，以建立合作關係。古巴列娃就任外交部長其間，曾呼籲俄羅斯承認頓涅茨克人民共和國，在2014年6月22日致函俄羅斯總統弗拉基米爾·普京「尋求建議和支持」。
2014年7月25日，歐盟制裁古巴列娃。2014年8月，加拿大跟進制裁。2015年3月，美國跟進制裁。2015年9月2日，烏克蘭國家安全與國防事務委員會對古巴列娃施以制裁。
2014年8月16日，德涅斯特河沿岸前副總統亞歷山大·卡拉曼（Александр Караман）因不明原因取代古巴列娃擔任外交部長，古巴列娃降職為外交副部長。
自2014年11月3日起，古巴列娃一直是新亞速斯克的頓涅茨克人民共和國人民議會代表，其是「新俄羅斯黨」派系「自由頓巴斯」（Свободный Донбасс）的成員。2014年10月13日，古巴列娃的丈夫古巴列夫遇刺未遂後，她領導了「新俄羅斯黨」（Новороссия）參加頓涅茨克人民共和國人民議會選舉。
古巴列娃原定於2018年11月11日在頓涅茨克人民共和國人民議會「選舉」中擔任自由頓巴斯的領袖。但在2018年9月29日，她被身份不明的人逮捕拘留，未能出席當天的黨代會，結果被排除在黨內名單之外。在大會上，該派系由傑尼斯·普希林的支持者接管。在這件事之後，她前往頓河畔羅斯托夫。
2022年6月16日，古巴列娃被任命為赫尔松军民行政机构副行政长官。她負責監督該地區的數字發展、通信、法律監管和國內外政策。其在關於加入俄羅斯的公投聲明中，她聲稱俄羅斯正在重複葉卡捷琳娜二世的歷史，她在1768年至1774年的俄土戰爭後開發了「原野」。
據報導指，古巴列娃於2022年11月15日失踪。2022年11月16日，俄羅斯媒體報導稱，古巴列娃因涉嫌挪用公款貪腐案被俄羅斯警方拘留。

## 外部連結
- 葉卡捷琳娜·古巴列娃的Facebook專頁